# Burg Jörgenberg (Mittenhausen)
Die Burg Jörgenberg ist eine abgegangene Höhenburg auf einem steilen 560 m ü. NHN hohen Felsen oberhalb der Einöde Mittenweiler bei dem Ortsteil Mittenhausen der Gemeinde Obermarchtal im Alb-Donau-Kreis in Baden-Württemberg.

## Geschichte
Die von den Grafen von Berg für den oder vom Dienstmann Dietrich von Jörgenberg erbaute Burg wird 1243 erstmals durch eine Urkunde erwähnt und schon vor 1370 aufgegeben oder zerstört. 

## Beschreibung der Reste der Anlage
Von der ehemaligen Burganlage sind nur noch Schuttriegel und Grabenreste zu sehen. Sie zeigen einen ungewöhnlichen und bemerkenswert großen Grundriss: Die Kernburg ist rechteckig, außen etwa 18 × 13 m mit einem Querriegel. An der nördlichen Schmalseite ist der Schuttriegel nur niedrig, es deutet sich eine Rampe ins Innere an. Dort könnte der Zugang gewesen sein – dann wäre die Fläche bis zum Querriegel der innere Burghof. Die anderen drei Außenschuttriegel sind hoch, gut zwei Meter, sollten also die Reste einer starken Palaswand darstellen. Die Gesamtburg hat einen angenähert dreieckigen Grundriss von etwa 53 × 46 m. Die Zufahrt zur Vorburg verläuft im Süden und führt zur westlichen Dreiecksspitze; sie ist bequem breit und erst am letzten Stück etwas steiler. Daneben gibt es heute zwei Rückegassen nördlich und südlich der Anlage, die vielleicht früher einmal kurze Wege ins Tal waren. Auf dem Vorburggelände gibt es praktisch keine regelmäßigen Bodenformen, sodass man von Fachwerkbauten ausgehen sollte. Das ist für die Verteidigung problemlos, denn die Vorburg liegt in Richtung Tal und ist von Steilhängen und Felsabstürzen begrenzt. Luftbilder zeigen nichts davon, alles ist von dichtem Wald bedeckt.

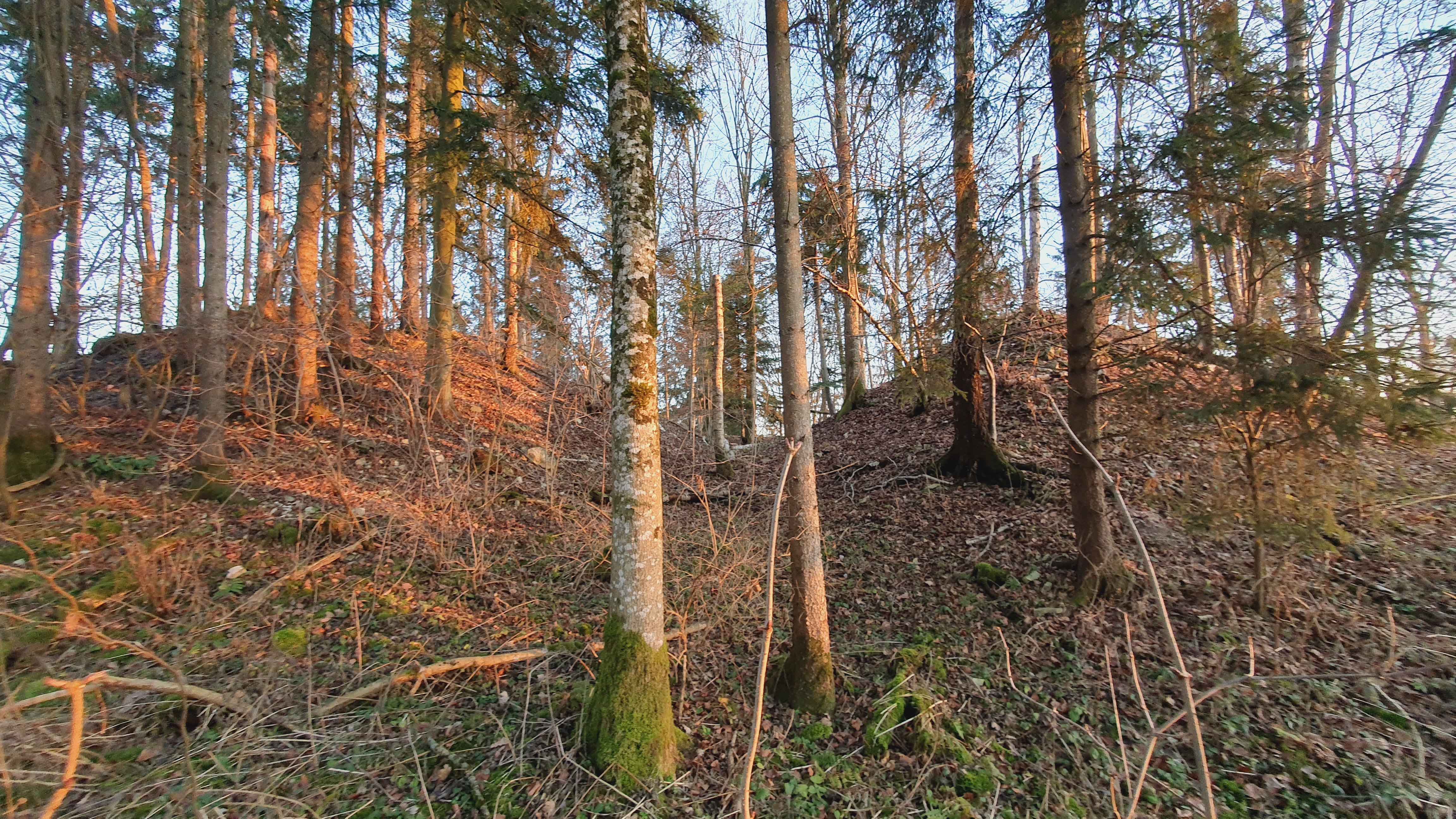
Eingang zur Kernburg
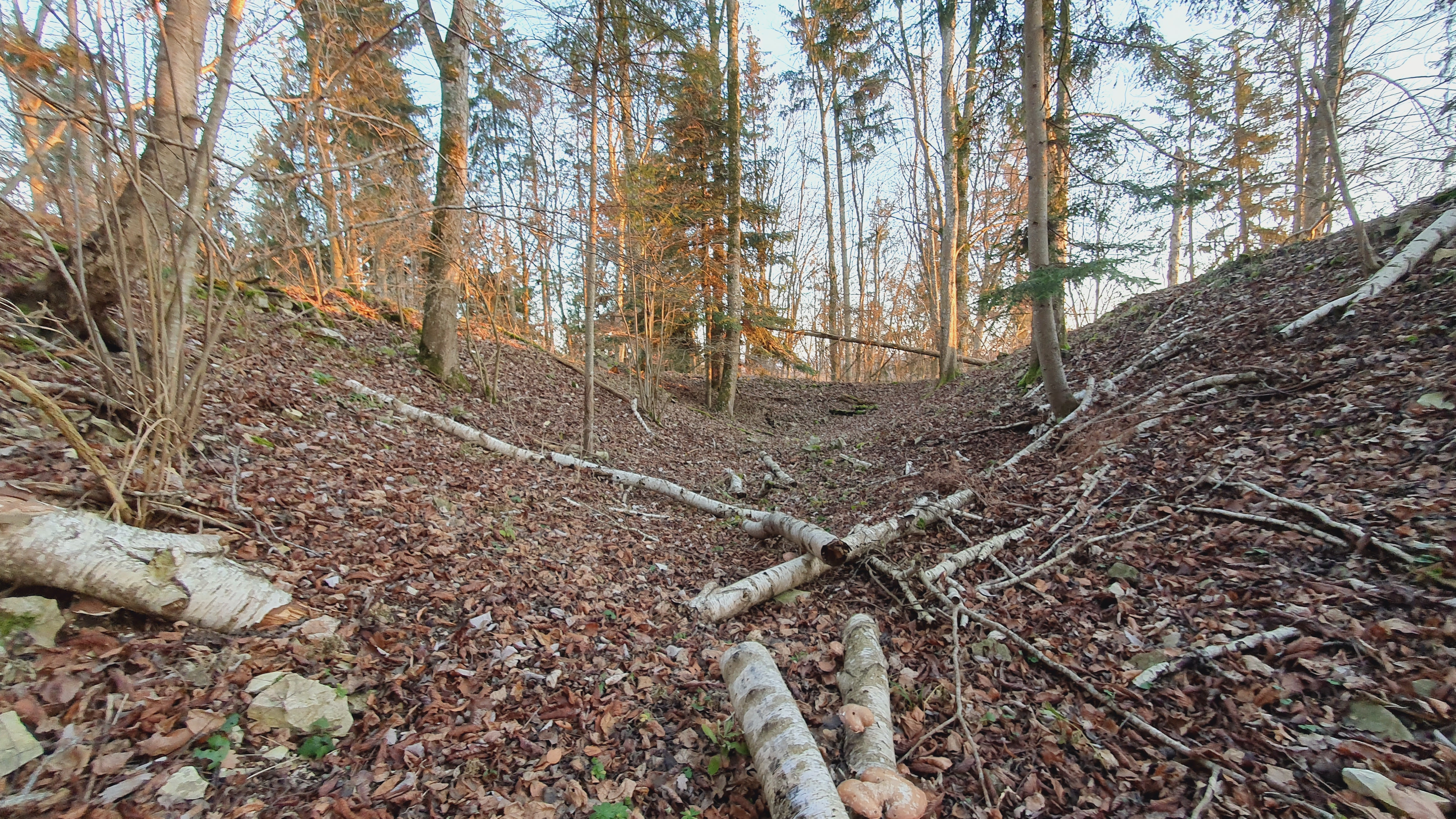
Innerer Burgbereich
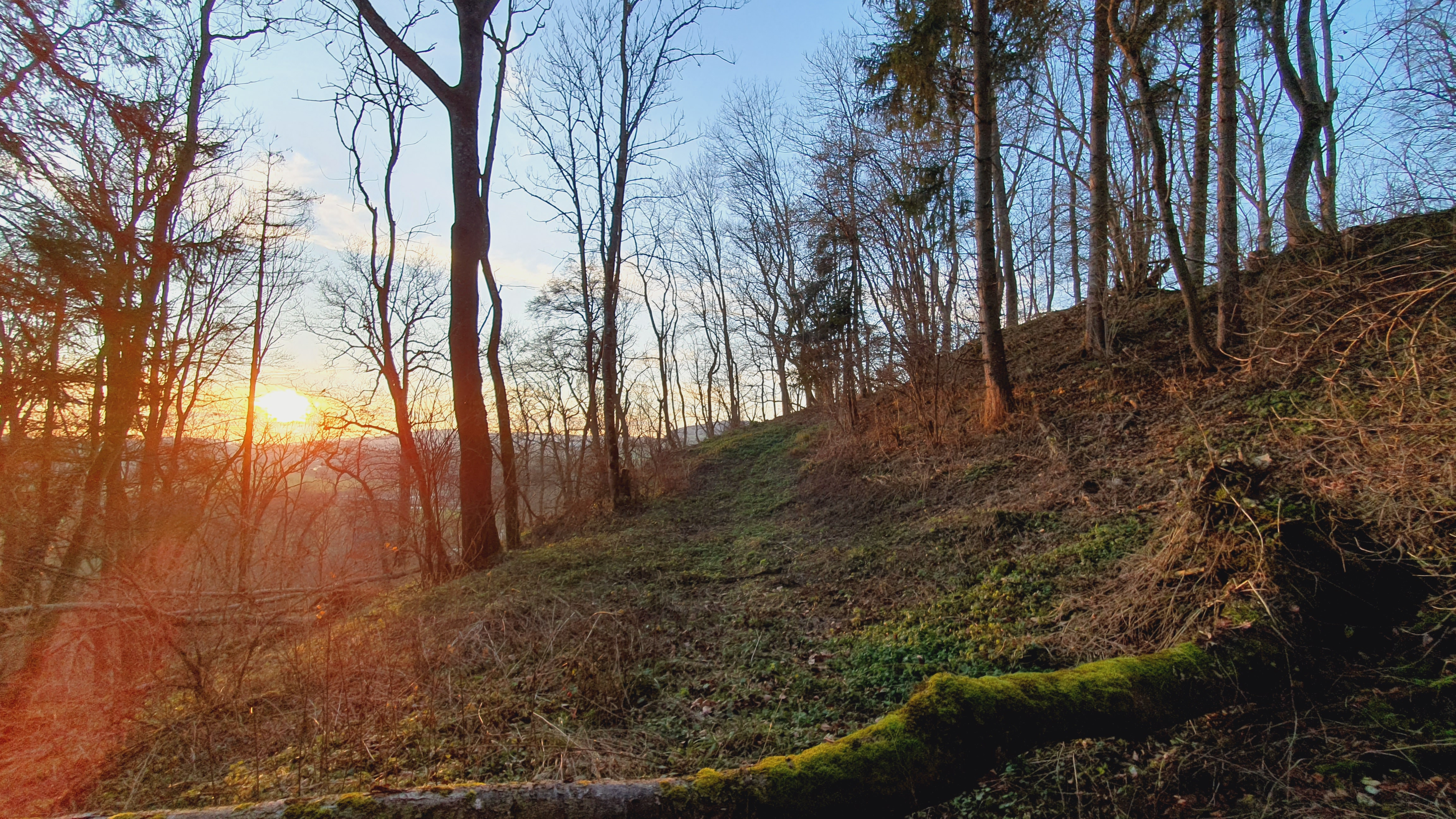
Burgaußenseite
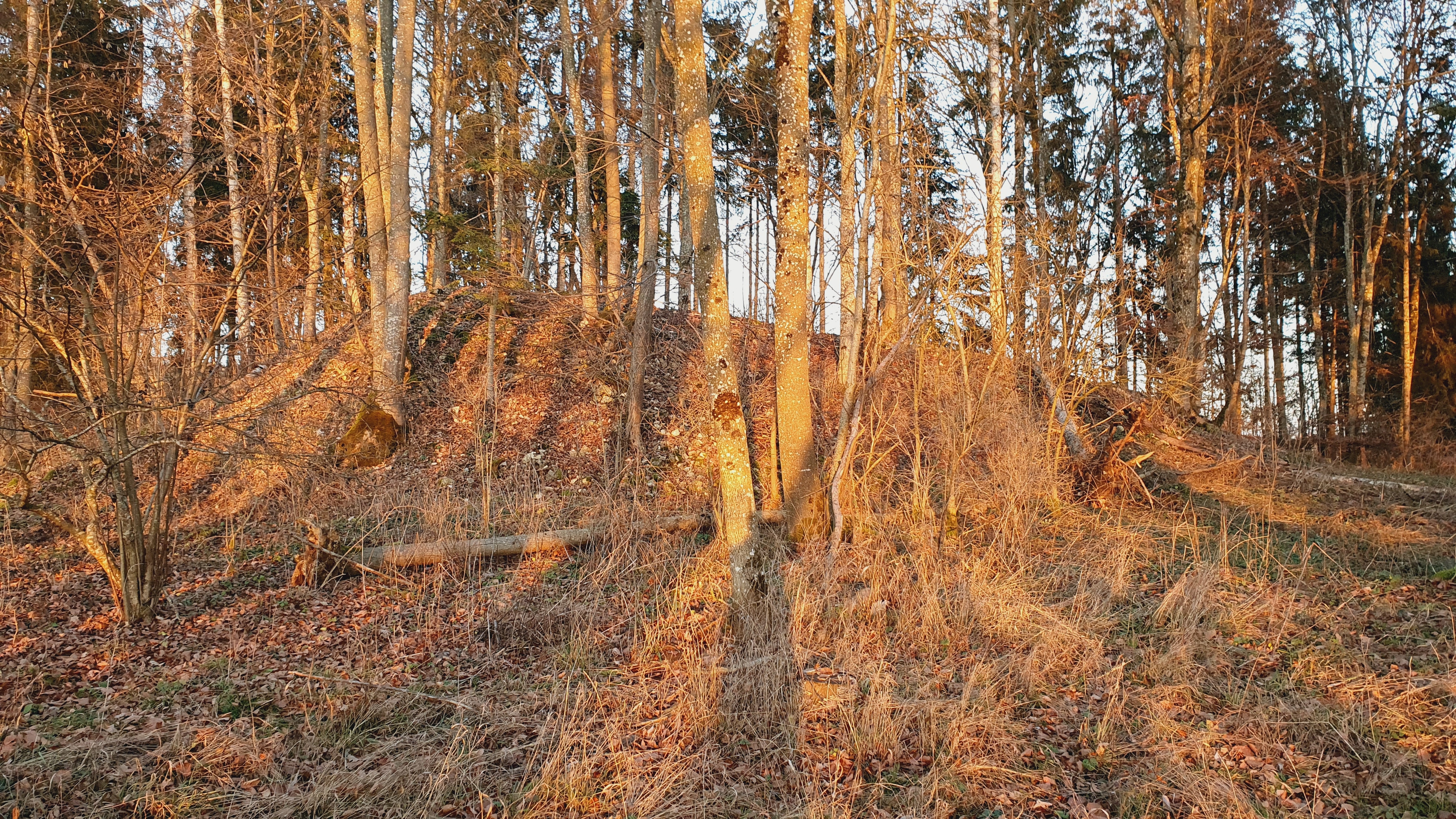
Blick von Westen auf den Kernburgbereich